# Héctor Flores Franco
Héctor Patricio Flores Franco (1964, Riobamba) es un escultor y artista visual ecuatoriano que trabaja en Sudamérica y Europa. Sus esculturas de cera están en varios museos alrededor del mundo: Museo Juan León Mera, Museo La Liria, Museo, Juan Montalvo, el Museo de la música  popular Julio Jaramillo y en el Reino Unido en el proyecto Dau de Londres. Sus esculturas públicas están en Ecuador y París: Engranajes en le Parque Industrial Riobamba. Busto de Maldonado en París y varios murales en cerámica. las pinturas de Héctor han sido expuestas en varios países de América del Sur, América del Norte y Europa.

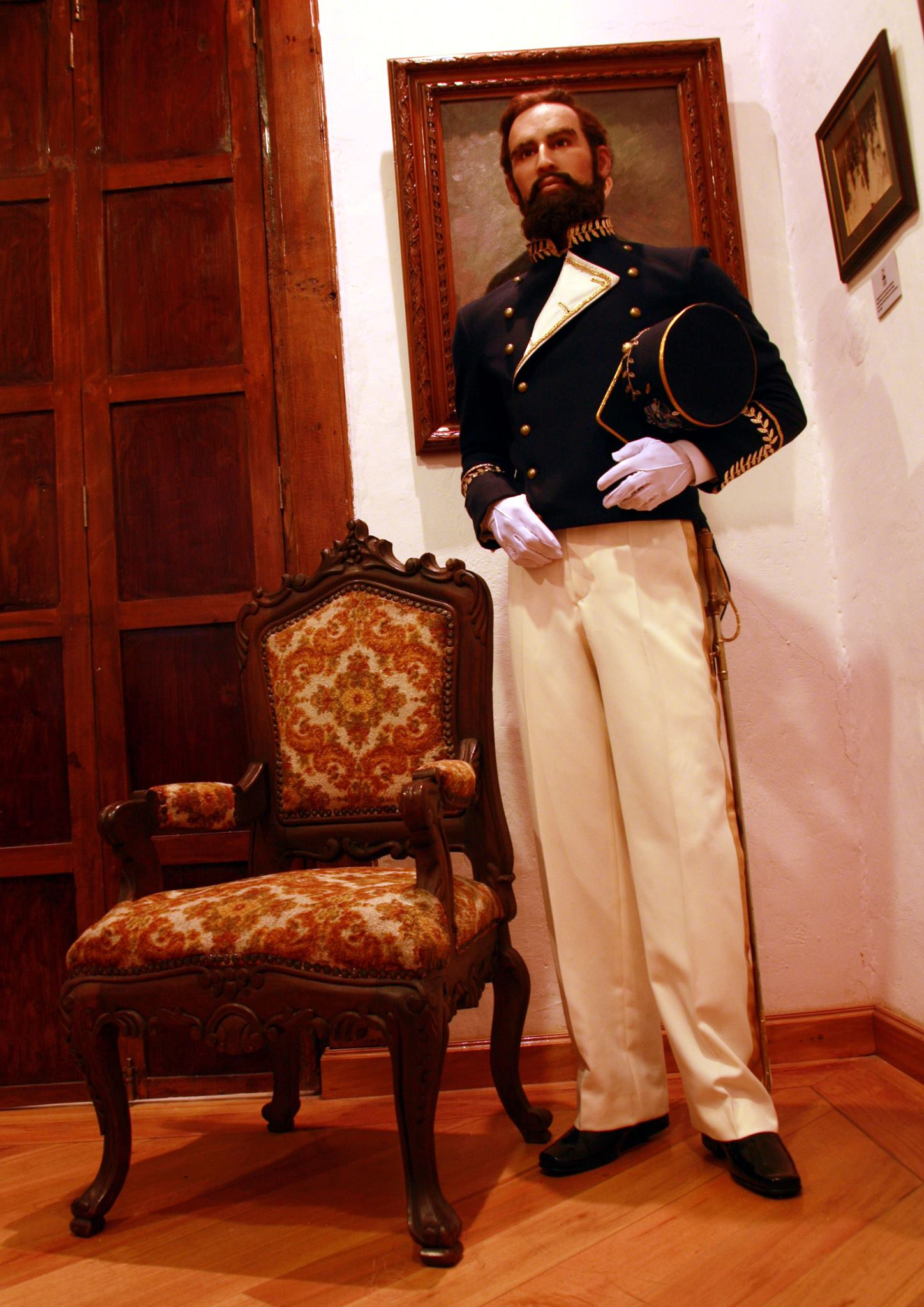
José Trajano Mera, Wax sculpture, 2013

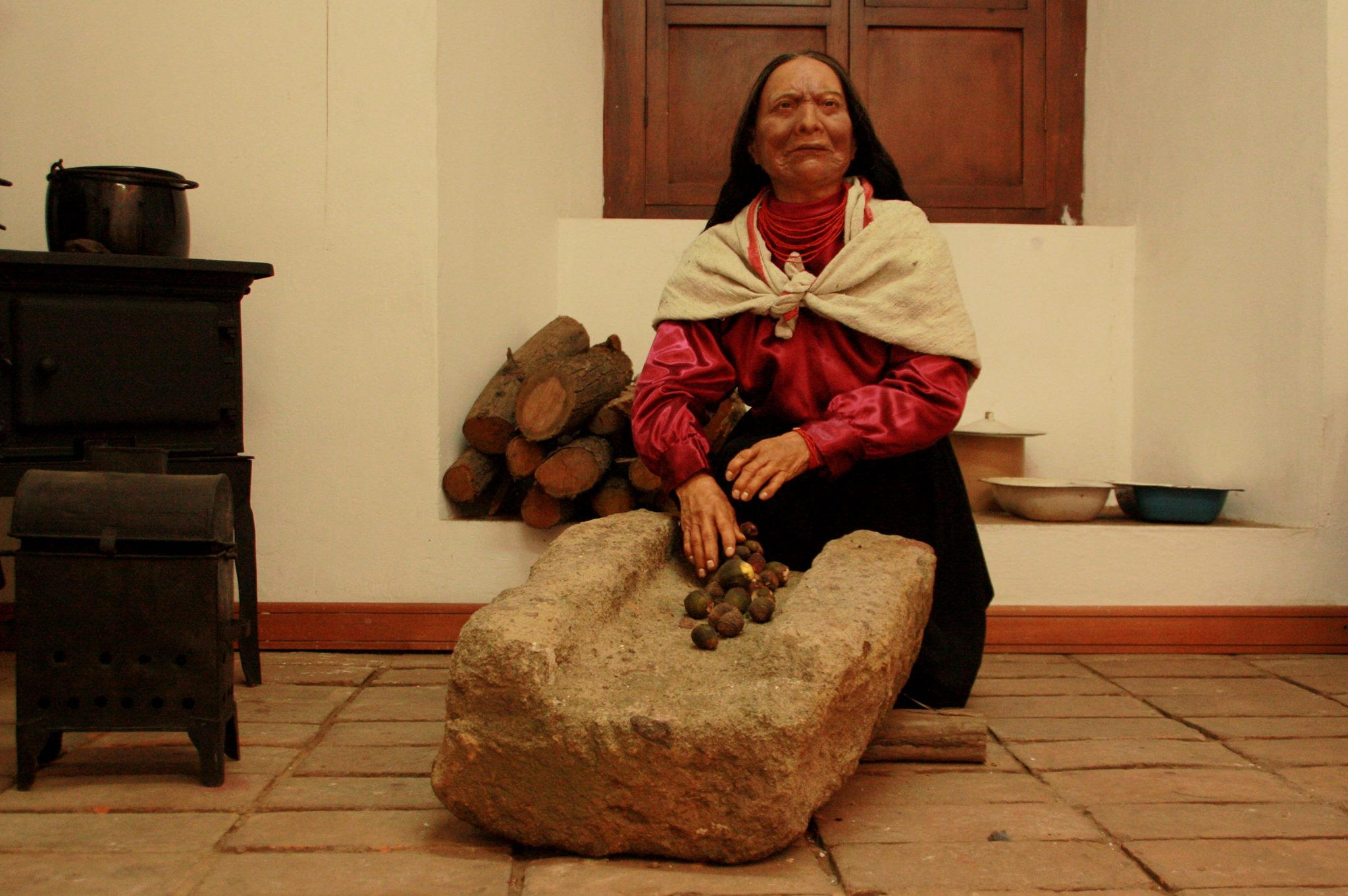
'Indígena', Wax sculpture, 2013. Museum La Liria, Ambato Ecuador

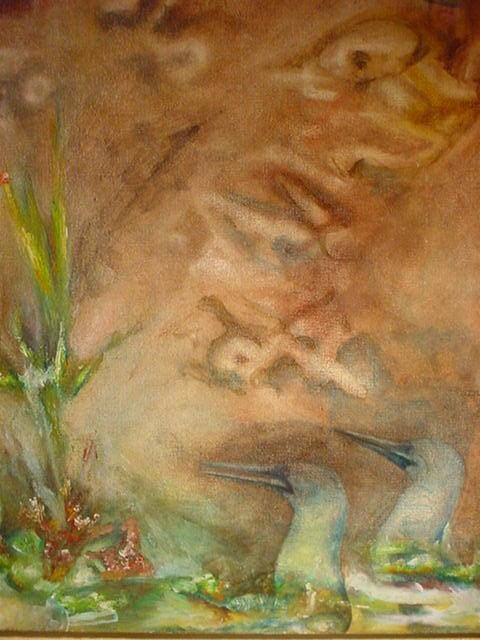
'Galápagos', Oil on canvas, 1997

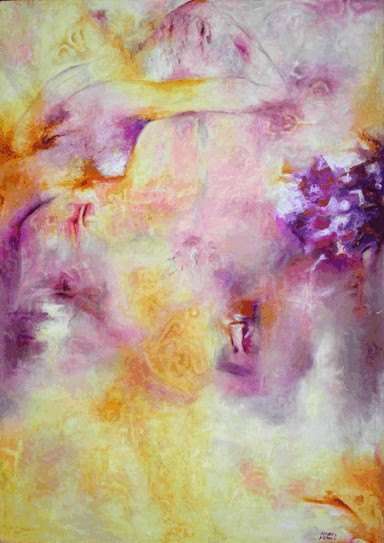
'Banista', Oil on canvas, 1997

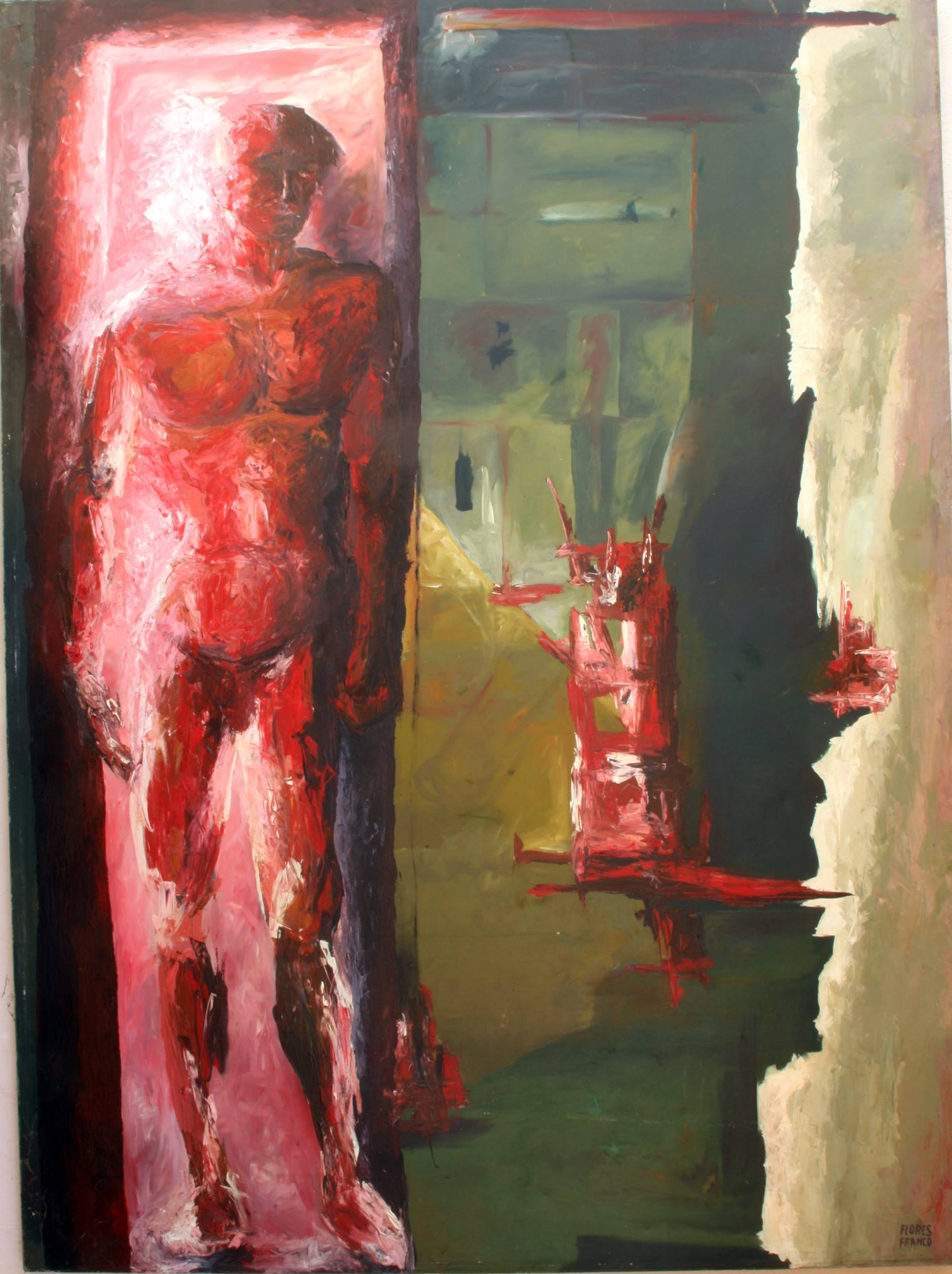
'Cotidiana Puta Mierda', Óleo, 240 cm x 170 cm, 1997

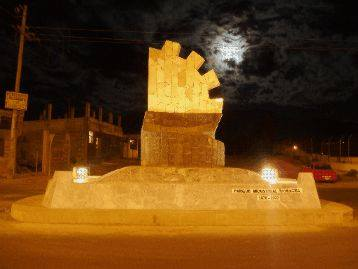
'Gears', Marble and black stone, 2003

## Primeros años
Nacido en Riobamba - Ecuador, desde niño Héctor Flores comienza a trabajar artículos de uso utilitario en el taller artesanal de su padre, Vicente Flores Murriagui, donde elaboraba artesanías de madera y tagua. A los 14 años podía pintar más de 100 paisajes en miniatura en menos de una hora en los famosos 'juegos de té' de tagua. En el colegio secundario, Flores gana el primer premio en un concurso de Dibujo provincial con un paisaje urbano. Después de estudiar un año en la Facultad de Derecho en Quito, decidió estudiar escultura en la Facultad de Artes de la Universidad Central del Ecuador. Se gradúa en 1988 y viaja a Nueva York, donde es admitido en el programa de Historia del Arte en Queens College de Nueva York donde obtiene su maestría en Historia del Arte.

## Premios
Luego del premio en dibujo en el Colegio en 1982, gana un premio en el Concurso Máscaras populares en Quito en 1987. En 1996, Flores obtiene el Primer Premio en el Salón de Noviembre en Riobamba con su pintura: "Representación lógica del alma" Otros premios son los siguientes: Menciones el Salón Nacional Luis A. Martínez, Ambato, en los años 1997, 1998,1999 y 2000. Premio al Mérito en el concurso de sellos postales en 1997. Mención en el XXII Salón de Abril, Riobamba, 1998. Mención de Honor en el I Salón Nacional en Presencia y al Aire Libre, Guayaquil, 2000. En el 2008 su obra "Caras" gana los proyectos concursables para una exposición a nivel nacional auspiciada por el Ministerio de Cultura del Ecuador. En 2013 el Gobierno del Ecuador le conceda una beca para estudios de postgrado en el King's College de Londres.

## Principales Obras

### 500 Años antes, 500 Después
En 1992, hizo su primera serie de grandes lienzos para el proyecto de arte: "500 años antes, 500 después", una recreación de las imágenes religiosas producidas en masa. Héctor Flores, integra caras indígenas en las imágenes de los dioses, santos, vírgenes y ángeles, proponiendo una visión nativa de los iconos religiosos europeos. Esta exposición fue creada para conmemorar los 500 años de resistencia indígena: 1492-1992, y despertó gran interés en Quito, Ambato, Riobamba y Otavalo Ecuador.

### Galápagos
En 1995 explora el entorno mágico de la isla Galápagos y desarrolla pinturas con colores brillantes, mezcladas con figuras geométricas andinas y representaciones geométricas. Al principio Héctor Flores pinta flora y fauna, especialmente aves y peces, más adelante, agrega figuras humanas en una vista exótica de las Islas Encantadas.

### Serie Mitología, 1997-2000
Otros grandes lienzos son los llamados 'Mitología' creada en 1997, formas que provienen de su propia religiosidad y pensamientos sagrados, acciones de su yo imaginario. Expresa su pasado inmediato en busca de visiones presentes, retrata sus miedos, sus raíces indígena y experiencia contemporánea. Utiliza diversas combinaciones de materiales y técnicas, formas abstractas junto con referencias figurativas. Un cruce híbrido entre lo viejo y lo nuevo.

### Escultura Pública
Pedro Vicente Maldonado
En el año 2002, el Alcalde de Riobamba encarga a Héctor Flores la escultura en bronce de Maldonado, para ser ubicada en la "Place de la République de l'Équateur", en la calle 7 Rue de Courcelles, 75008 París, Francia. Subrepticiamente Flores da a este retrato un tipo indígena con pómulos prominentes, ojos rasgados y una fuerte mandíbula, muy diferente al modelo afrancesado de las esculturas anteriores de este personaje.
Engranajes 
En el 2003 Flores erige el monumento "Engranajes" en el Parque Industrial en Riobamba, para el Gobierno Municipal, una construcción abstracta de 5 metros de altura, hechas con mármol blanco y verde y piedra negra del volcán Chimborazo.
Escultura de Cera
Desde el año 2008 crea más de 20 esculturas de cera de tamaño natural para varios Museos en la ciudad de Ambato, Ecuador. En 2016 trabaja en varias esculturas para el proyecto de la película Dau en Londres.